# Base Yelcho
La base “Yelcho” es una de las tres bases administradas por el Instituto Antártico Chileno (INACH) en el continente antártico. Fue inaugurada un 18 de febrero de 1962 por la Armada de Chile que, fuera construida por personal naval dentro de los que se contaba al constructor civil Ramón Horacio Sarmiento López y, posteriormente cedida al INACH en 1986. Se encuentra ubicada en la latitud 64° 52’ Sur y longitud 63° 34’ Oeste de Greenwich y situada en la isla Doumer, archipiélago Palmer.
Se encuentra ubicada en un lugar privilegiado para hacer investigaciones marinas y oceanográficas, porque es una bahía protegida, rodeada de glaciares y, además, cuenta con la ventaja de encontrarse muy cerca de poblaciones de vegetación submarina y terrestre.

## Toponimia
Su nombre proviene del escampavía (un tipo de buque) comandado por el Piloto Pardo en su rescate de los hombres de Ernest Shackleton en 1916.

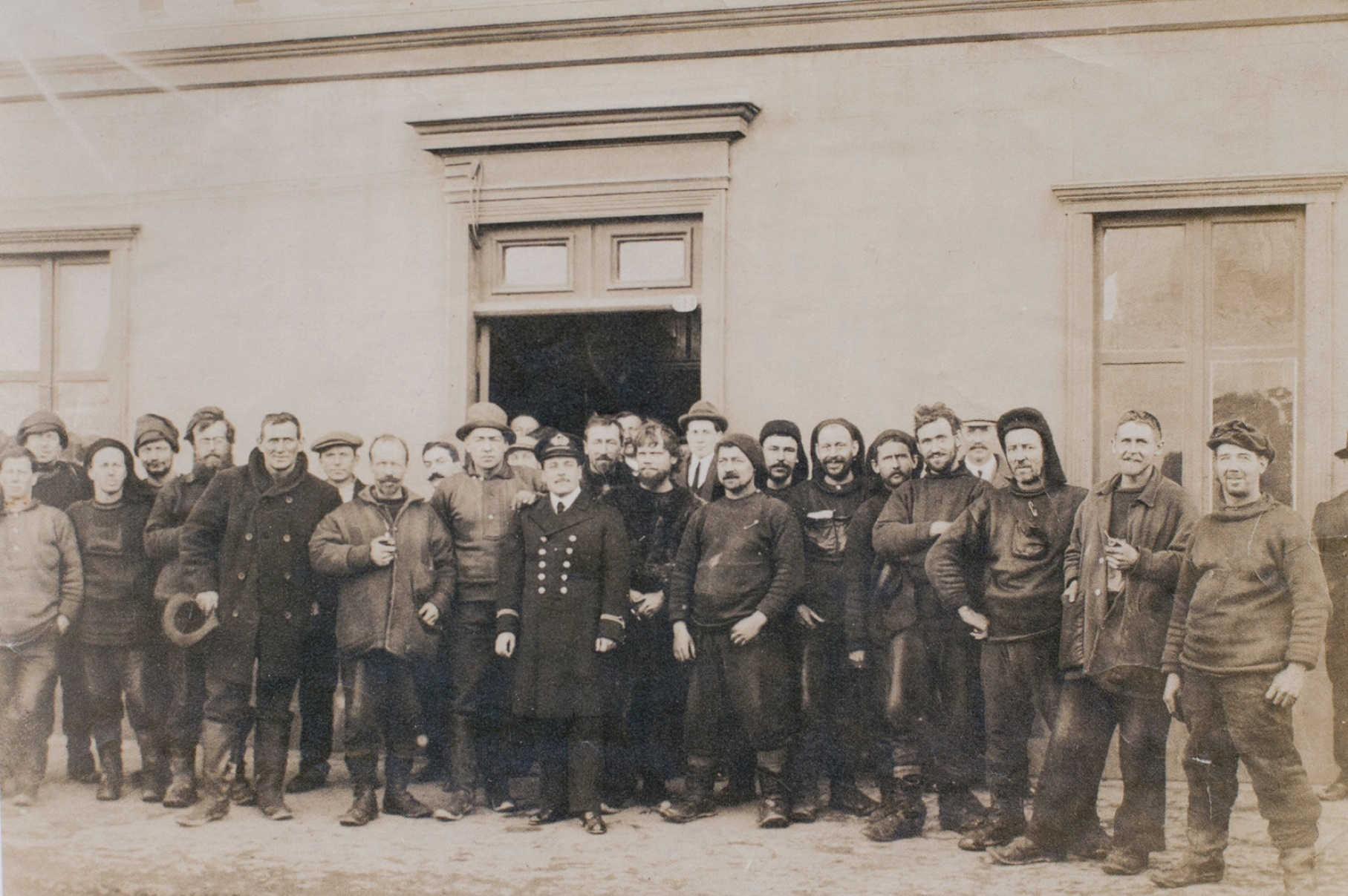
Luis Pardo y tripulación rescatada en 1916

## Historia
La base fue inaugurada en 1962 por la Armada de Chile, pero fue cedida posteriormente al Instituto Antártico Chileno en la década de los ochenta.
En 1998 comenzó a ser utilizada para el desarrollo de la investigación marina. El mismo año fue remodelada, lo que significó una inversión de 250 millones de pesos chilenos para ampliar la base en 160 m² y dio espacio para que puedan acceder hasta trece personas cómodamente. Se realizó la construcción de un módulo con tecnología de paneles térmicos aislantes, el cual cuenta con áreas de laboratorio y otra de habitabilidad, con capacidad para 10 personas
En 2015 se adquirieron equipos nuevos para el nuevo laboratorio, adecuados para análisis básicos y proceso de muestra, tales como:
- microscopios
- lupas
- cámara acoplada a equipo óptico
- estufas de secado
- refrigeradores
- congeladores
- balanzas
- laboratorio húmedo
- estanques de almacenamiento de muestras marinas vivas, con sistema de recirculación de agua de mar
- sala para faenas de buceo
- sitio de desembarque de carga
- área de varadero de lanchas y botes

El INACH trabajó en habilitar base Yelcho durante dos temporadas. Primero, durante 2013 y 2014, en donde el ingeniero y jefe del Departamento de Soporte a la Ciencia de INACH, Félix Bartsch, operó como jefe logístico. Segundo, entre noviembre de 2014 a febrero de 2015, pero en esta ocasión con Enzo Capurro como líder. (3)

## Funcionamiento[2]
| Capacidad máxima | 22 personas                                                |
| Temporalidad     | abierta durante el verano                                  |
| Transporte       | RS Karpuj y zodiacs                                        |
| Comunicaciones   | Radios HF y VHF, telefonía, internet y telefonía satelital |